# Roupas de PVC

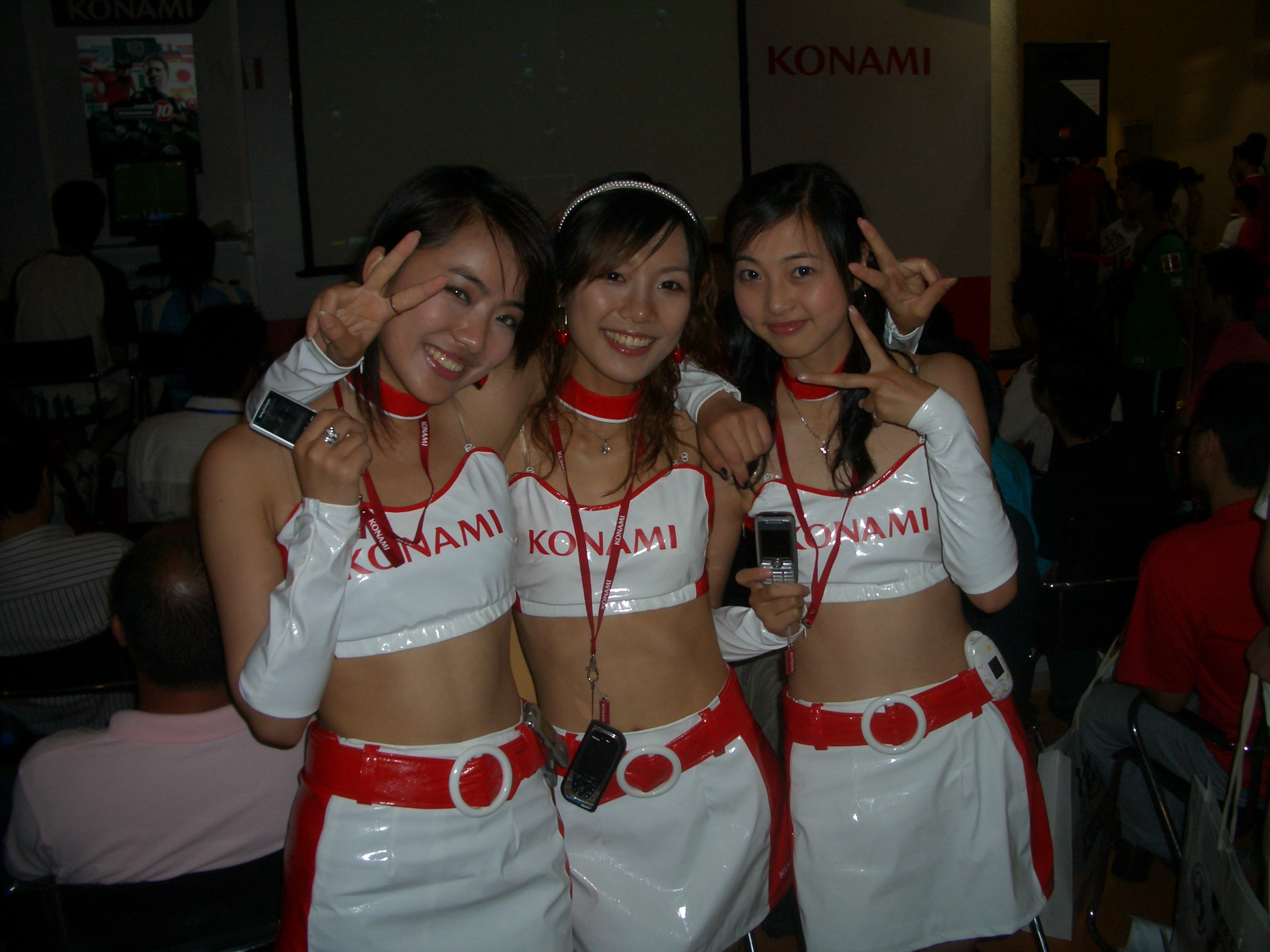
Garotas vestindo saias e tops de PVC

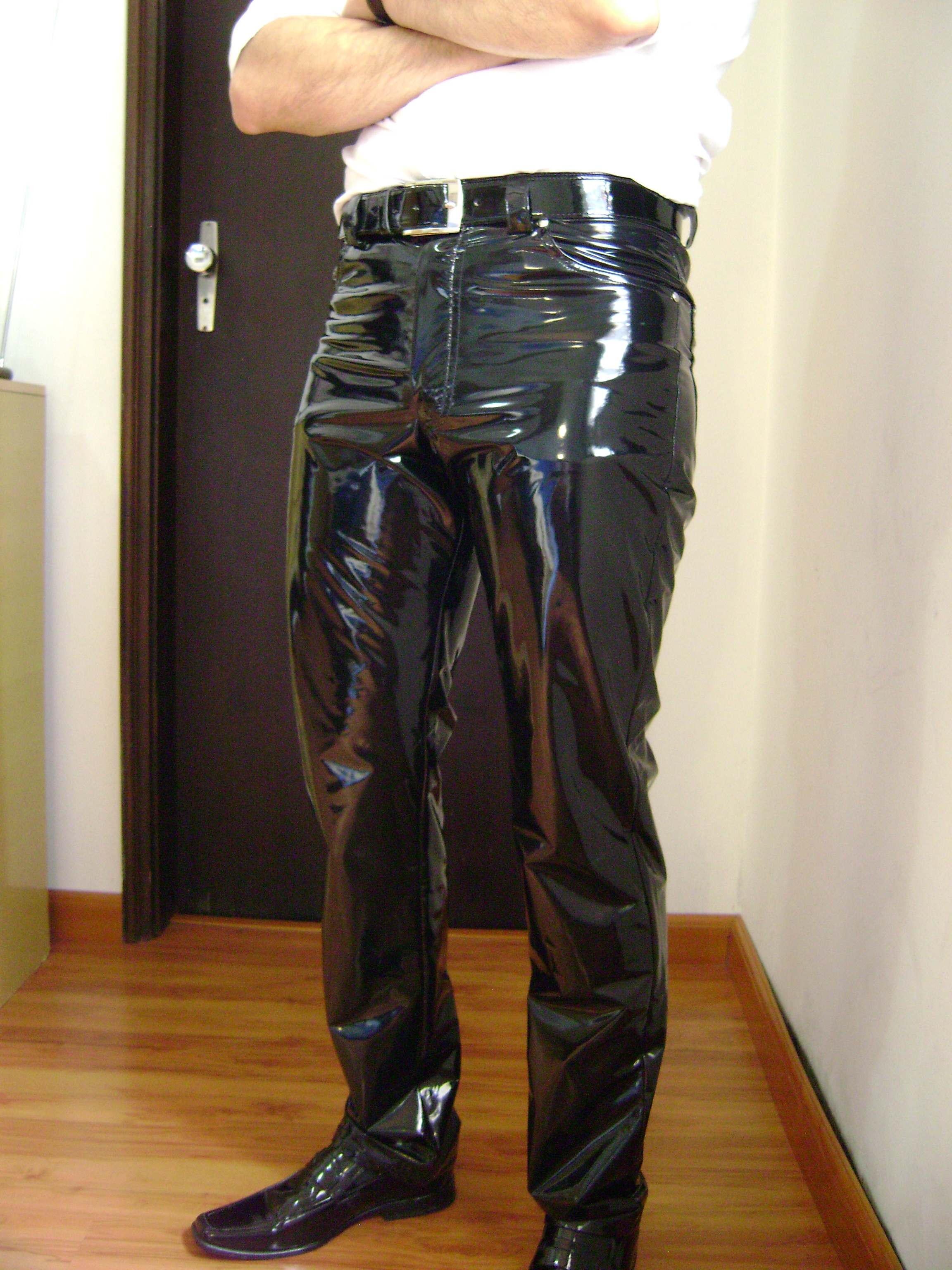
Calça masculina de PVC

Roupas de PVC, também conhecidas como roupas de vinil, são vestimentas plásticas brilhantes confeccionadas com o plástico policloreto de vinila (PVC). A sigla PVC vem da língua inglesa, e deriva das iniciais de polyvinyl chloride, que é o nome dado a este tipo de plástico naquele idioma. O plástico PVC também é chamado de vinil, e, por esta razão, as roupas de PVC também são chamadas de roupas de vinil. As vestimentas de PVC são muitas vezes confundidas com roupas de couro brilhante.
Os termos "PVC", "vinil" e "PU" tendem a ser usados indistintamente por varejistas de roupas feitas de tecido revestido de plástico brilhante. Estes tecidos geralmente consistem de um suporte em tecido de fibras de poliéster com um revestimento de superfície de plástico brilhante. A camada de plástico em si é tipicamente uma mistura de PVC e poliuretano (PU), com 100% de PVC para produzir um tecido duro, com um brilho lustroso e 100% de PU para produzir um tecido elástico, com um brilho sedoso. A etiqueta do fabricante pode dizer, por exemplo, 67% de poliéster e 33% de poliuretano para um tecido que não contenha PVC, ou 80% de policloreto de vinila e 20% de poliuretano, com omissão da referência do suporte de poliéster. Para aumentar a confusão, a camada de plástico é muitas vezes texturizada para ficar semelhante a couro, ao invés de ser brilhante.
O PVC também pode ser produzido em cores brilhantes (preto, vermelho, branco, azul, laranja, rosa, prata, listrado, etc), acrescentando ainda mais estímulo visual para as sensações físicas produzidas pelo material. As cores mais freqüentes são o preto e o vermelho. As roupas de PVC são muito associadas com o visual retrofuturista, gótico, punk, e com modas alternativas e fetichistas. Um estereótipo comum é a imagem de uma dominatrix vestindo um catsuit bem apertado de PVC, geralmente na cor preta. Em algumas cidades, é mais comum ver pessoas vestindo roupas de PVC, especialmente em grandes cidades como Berlim, Londres, Nova York, Montreal, São Francisco, etc.

## História
Os plásticos foram utilizados no vestuário desde a sua invenção, em particular na fabricação de capas de chuva impermeáveis. Mas as roupas de PVC tornaram-se mais notáveis nas tendências da moda da década de 1960 e do início da década de 1970. Os estilistas da época, principalmente André Courrèges e Pierre Cardin, viram o plástico PVC como o material ideal para desenhar roupas futuristas. Durante aquela época, botas, capas de chuva, vestidos e outras roupas de PVC foram confeccionadas em várias cores e até mesmo transparente, e utilizadas em lugares públicos. Naquela época também era comum ver roupas de PVC em filmes e séries de TV, como The Avengers, por exemplo. E, desde então, estas roupas plásticas brilhantes tornaram-se um objeto de fetiche.
Em meados da década de 1990, roupas feitas de PVC foram predominantes na moda dos jovens, especialmente em jaquetas, saias e calças, aparecendo também nos meios de comunicação. Durante meados dos anos 1990, era comum ver apresentadores, modelos, atrizes , atores, cantores e outras celebridades vestindo roupas de PVC na TV ou em revistas. Como a moda é cíclica, indo embora e voltando outra vez, parece que o PVC está aparecendo novamente na moda, e também continua a ser o centro da cena fetiche.
Estilistas como Jean-Paul Gaultier, Yves Saint Laurent, Pierre Cardin e André Courrèges têm utilizado PVC em suas coleções. Desde 2010, o PVC tem sido o alvo da moda não só para o público feminino, mas também para o público masculino.

## Nos meios de comunicação

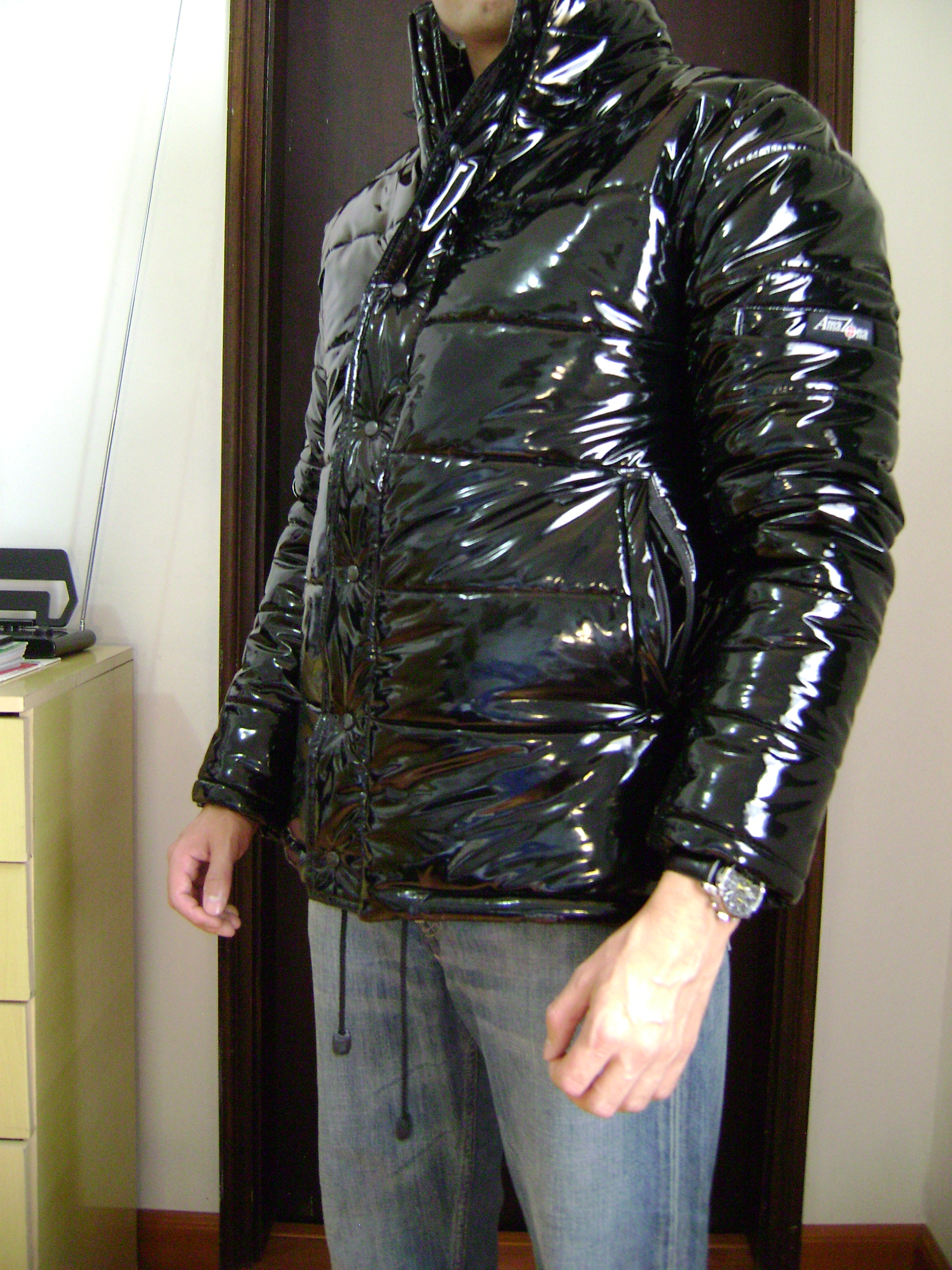
Jaqueta masculina de PVC

- Em uma cena do filme "Two for the Road" (1967) a atriz britânica Audrey Hepburn aparece vestindo um terninho preto de PVC desenhado por Paco Rabanne.[9]
- Em algumas cenas do filme de TV "Along Came a Spider" (1970), a atriz americana Suzanne Pleshette aparece usando um casaco vermelho de PVC.[10]
- Em um episódio da série americana de televisão dos anos 1990 chamada The Nanny, a atriz Fran Drescher usava uma roupa vermelha de PVC.[11]
- No vídeo musical chamado Scream (1995), Michael Jackson e sua irmã Janet Jackson usavam calças pretas de PVC.[12]
- Também em 1995, a cantora canadense Shania Twain usava calça preta de PVC no vídeo musical chamado "You Win My Love", de seu álbum The Woman in Me.[13]
- Na 244ª edição (novembro de 1995) da versão brasileira da revista Playboy, há duas fotografias em que a modelo brasileira Maira Rocha usa uma calça preta de PVC da marca "Lucy in the Sky".[14][15][16]
- Em meados dos anos 1990, a jornalista e apresentadora brasileira de TV Maria Cristina Poli vestia um terninho preto de PVC na apresentação de uma edição de seu programa chamado Vitrine, na TV Cultura.
- Também em meados dos anos 1990, a jornalista e apresentadora brasileira Lorena Calabria vestia uma camisa preta de PVC na apresentação de uma edição de seu programa chamado Metrópolis, na TV Cultura.
- Em 1996, a atriz, humorista, cantora e apresentadora brasileira Marisa Orth cantou e dançou usando uma saia preta de PVC no evento televisivo beneficente chamado Criança Esperança 1996.
- Ainda em 1996, a atriz pornográfica americana Jill Kelly apareceu vestindo calça e top pretos de PVC em um de seus filmes.
- Em 1997, a atriz e modelo inglesa Elizabeth Hurley apareceu vestindo uma calça preta de PVC no filme chamado "Dangerous Ground".[17]
- Também em 1997, no vídeo musical de Shania Twain chamado Man! I Feel Like a Woman!, os músicos apareceram vestindo calças pretas de PVC.[18]
- Ainda em 1997, a cantora mexicana Thalía cantou e deu entrevistas no programa Domingo Legal do SBT vestida em uma calça preta de PVC.[19]
- A apresentadora inglesa de televisão Davina McCall já usou roupas de PVC em algumas de suas aparições na TV.[20]
- A celebridade inglesa da televisão e do rádio Zoë Ball usava calça preta de PVC em uma de suas aparições no programa de TV Inglês chamado "Shooting Stars", na BBC.[21]
- Em alguns episódios da série americana de televisão chamada Smallville, a atriz Erica Durance aparece vestindo roupas de PVC.[22][23]
- O grupo pop britânico dos anos 1990 chamado Spice Girls freqüentemente usou roupas de PVC em suas apresentações.[24][25]
- Em 2007, a cantora brasileira Ivete Sangalo vestia uma roupa preta de PVC em seu show chamado Multishow Ao Vivo: Ivete no Maracanã.[26]
- Em 2010, o grupo musical russo Chernobyl feat. Bazooca Boom divulgou no youtube um vídeo musical chamado Hooli Gun Yo. Neste vídeo a cantora do grupo aparece usando um vestido vermelho de PVC.[27]
- Também em 2010, a apresentadora inglesa de telejornal Mary Nightingale usou um catsuit preto de PVC em um show beneficente chamado "Newsroom’s Got Talent", em Londres.[28][29]
- Nos últimos anos, as roupas de PVC têm aparecido nos meios de comunicação, em filmes como a trilogia Matrix,[30] nas séries de televisão, vestindo cantoras como Britney Spears,[31] Nicole Scherzinger,[32] Jennifer Lopez[33] e Mýa,[34] ou mesmo nas tendências da moda.

## Cuidados

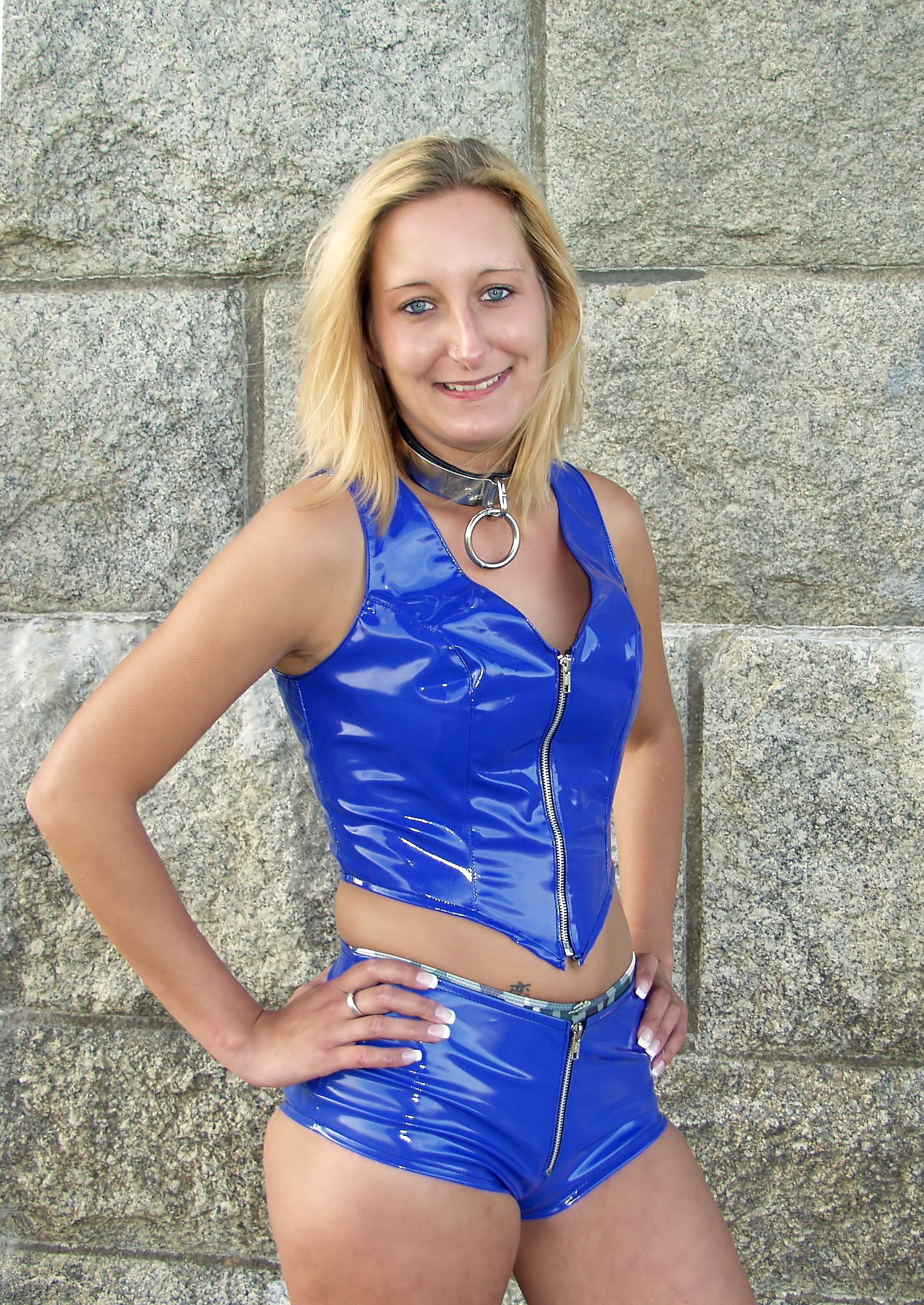
Mulher vestindo shorts e top de PVC

Roupas de PVC exigem alguns cuidados para durarem por mais tempo mantendo a aparência de novas. É sabido que as roupas de PVC são feitas com um tecido revestido com uma camada de plástico. Por esse motivo, as roupas de PVC não devem ser esticadas excessivamente, para evitar danos à camada de plástico. Quando a roupa de PVC é esticada demasiadamente, a camada de plástico perde sua textura suave, fica estriada, perdendo parte do brilho original, e podendo até rasgar.
As roupas de PVC não precisam ser lavadas constantemente, bastando, na maioria das vezes, aplicar um higienizador de tecidos do lado de dentro da roupa e limpar o exterior (camada de plástico) com uma esponja úmida. Se houver necessidade, as roupas de PVC devem ser lavadas à mão com água morna e uma pequena quantidade de detergente líquido. Não deve ser utilizado sabão em pó, porque os flocos podem permanecer na roupa depois da lavagem, e também podem perfurar a camada de plástico.
Para remover o detergente deve-se usar água fria. Depois de lavada, deve-se virar a roupa no avesso e colocá-la para secar à sombra. Após a secagem do interior (tecido de poliéster), deve-se desvirar a roupa na direção certa para que ela seque do lado de fora (camada de plástico).
Roupas de PVC nunca devem ser passadas. Este tipo de vestuário é confeccionado com plásticos sensíveis ao calor, e que podem derreter sob o ferro. Também devem ser evitadas as temperaturas elevadas de qualquer fonte, tais como fogo, secadoras de roupa e até a proximidade de cigarros acesos. Em uma festa cheia de gente, por exemplo, pode ocorrer contato entre uma pessoa que esteja segurando um cigarro aceso e uma pessoa que esteja vestindo roupa de PVC. Se o cigarro aceso tocar a roupa de PVC, a camada de plástico certamente irá derreter e ser perfurada pelo cigarro. Os gases provenientes da queima do plástico PVC são perigosos.
Diferentes peças coloridas de vestuário de PVC, especialmente as brancas, devem ser armazenadas separadamente uma da outra, caso contrário, uma roupa de uma determinada cor pode manchar outra de cor diversa. As roupas de PVC são melhor armazenadas pendurado-as em um saco plástico próprio para roupas, sem contato com outras vestimentas que porventura estejam no guarda-roupas.
O tecido utilizado nas roupas de PVC é poliéster revestido de plástico. O vestuário de PVC não requer a utilização de quaisquer produtos para permanecer brilhante. No entanto, as roupas de PVC podem ser polidas, se desejado, com pulverizadores de silicone líquido, que estão disponíveis em lojas de acessórios automotivos.